# Dziurawa Nisza w Jatkach
Dziurawa Nisza w Jatkach – jaskinia w Dolinie Strążyskiej w Tatrach Zachodnich. Wejście do niej położone jest w Jatkach, w grzbiecie Łysanek, w pobliżu Komory w Jatkach, na wysokości 1305 metrów n.p.m. Jaskinia jest pozioma, a jej długość wynosi 17 metrów.

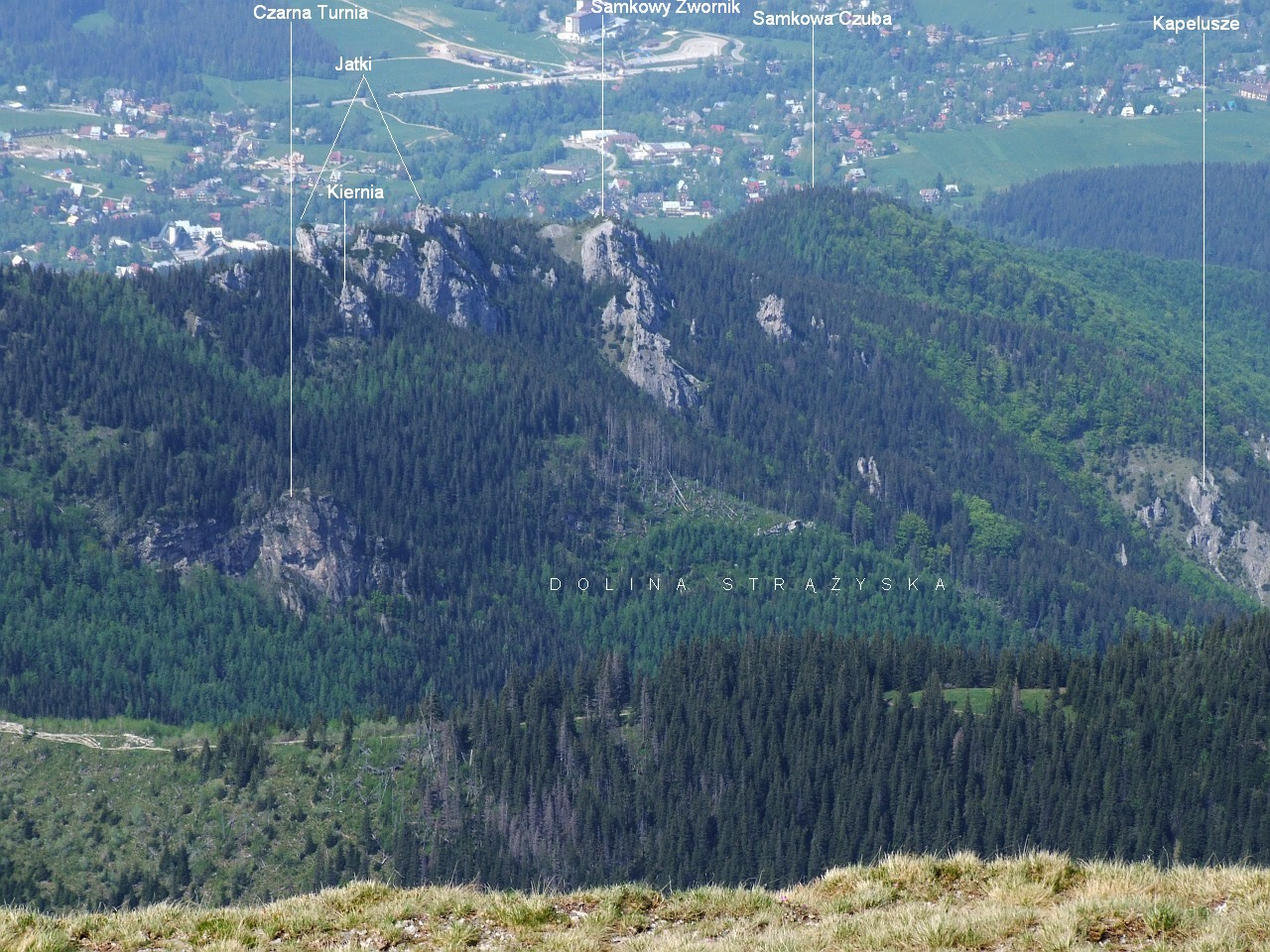
Widok na Łysanki. W środkowej części Jatki

## Opis jaskini
Główną częścią jaskini jest długa nisza, do której prowadzi bardzo duży otwór wejściowy (15,3 metrów szerokości i 4,5 metrów wysokości). Znajdują się w niej cztery otwory (stąd nazwa jaskini) prowadzące do trzech kilkumetrowych korytarzyków i niewielkiej niszy.

## Przyroda
W jaskini występują nacieki grzybkowe. Na ścianach (szczególnie w niszy głównej) rosną mchy i paprocie.

## Historia odkryć
Jaskinia prawdopodobnie była znana od dawna. Jej pierwszy plan i opis sporządziła w październiku 2003 roku I. Luty przy współpracy A. Połockiej.